# Slagelse Kommune (1970–2006)
| Strukturdaten       | Strukturdaten    |
| ------------------- | ---------------- |
| Sitz der Verwaltung | Slagelse         |
| Fläche              | 192 km²          |
| Einwohner           | 37.037 (2006)    |
| Kommune seit 2007   | Slagelse Kommune |

Slagelse Kommune war bis Dezember 2006 eine dänische Kommune im damaligen Vestsjællands Amt im Südwesten der dänischen Hauptinsel Seeland. Seit Januar 2007 ist sie zusammen mit den ehemaligen Kommunen Hashøj, Korsør und Skælskør Teil der neuen Slagelse Kommune.